# Pinxton
Pinxton är en ort och civil parish i Storbritannien.   Den ligger i distriktet Bolsover i grevskapet Derbyshire i riksdelen England, i den södra delen av landet, 190 km norr om huvudstaden London. Pinxton ligger 102 meter över havet och antalet invånare är 14 357.
Terrängen runt Pinxton är platt. Runt Pinxton är det tätbefolkat, med 982 invånare per kvadratkilometer. Närmaste större samhälle är Nottingham, 18,9 km sydost om Pinxton. Trakten runt Pinxton består till största delen av jordbruksmark.